# Lycium europaeum
Lycium europaeum é uma espécie de planta com flor pertencente à família Solanaceae. 
A autoridade científica da espécie é L., tendo sido publicada em Species Plantarum 1: 192. 1753.
Os seus nomes comuns são cambroeira, cambroeira-bastarda, espinheiro, espinheiro-alvar-na-casca ou espinheiro-de-casca-branca.

## Portugal
Trata-se de uma espécie presente no território português, nomeadamente em Portugal Continental e no Arquipélago da Madeira.
Em termos de naturalidade é nativa das duas regiões atrás indicadas.

## Protecção
Não se encontra protegida por legislação portuguesa ou da Comunidade Europeia.